# کلورا (اکلاهما)
کلورا(به انگلیسی: Cleora) شهری در ایالت اکلاهما کشور ایالات متحده آمریکا است که جمعیت آن در سرشماری سال ۲۰۱۰ میلادی، ۱٬۴۶۳ نفر بوده‌است.